# Jürgen Pohl (Geograph)
Jürgen Pohl (* 8. Oktober 1954 in Landsberg am Lech; † 11. Juni 2014) war ein deutscher Geograph und Professor für Sozialgeographie an der Universität Bonn.

## Leben
Pohl studierte in München Geographie, Volkswirtschaftslehre, Städtebau und Landesplanung und begann 1981 seine wissenschaftliche Karriere an der TU München als Mitarbeiter von Robert Geipel. 1986 promovierte er mit einer Dissertation zu Geographie als hermeneutische Wissenschaft, in der er sich mit der Münchner Schule der Sozialgeographie auseinandersetzte. In Abgrenzung gegenüber den Traditionen dieser in München verfolgten Ausrichtung des Faches und vor allem gegenüber der Quantitativen Revolution in der Geographie nahm Pohl mit seinem Plädoyer eine klare Gegenposition ein. In seiner weiteren wissenschaftlichen Arbeit hat sich Jürgen Pohl maßgeblich für eine individualtheoretische Wende basierend auf Methoden der qualitativen empirischen Forschung in der Humangeographie eingesetzt. In seiner Habilitationsschrift befasste er sich mit Regionalbewusstsein als Thema der Sozialgeographie auf Grundlage empirischer Untersuchungen im norditalienischen Friaul. Die Arbeit verfolgte eine idiographisch-historische Perspektive, inspiriert durch die Renaissance des Historismus, und leitete daraus eine Chance für regionalistische Ansätze in der Geographie ab. Seit 1996 lehrte er als Professor am Geographischen Institut der Universität Bonn. Seit 1997 war er Mitherausgeber der Geographischen Zeitschrift.
Durch die Forschungen im Rahmen seiner Dissertation in der Region Friaul inspiriert, die kurz vor diesem Zeitpunkt von einem schweren Erdbeben getroffen wurde, wandte sich Pohl auch der geographischen Hazard- bzw. Risikoforschung zu. Ein weiterer Schwerpunkt seiner Forschungen beschäftigte sich mit den Strömungen und Wendungen der Humangeographie. Dabei vertrat Pohl prominent die Perspektive der Geographie als eine Raumwissenschaft, wie seine Replik auf Benno Werlens Artikel Gibt es eine Geographie ohne Raum? in der Erdkunde 1993 zeigte, die er ebenfalls dort veröffentlichte, und zwar unter dem Titel Kann es eine Geographie ohne Raum geben?
Sein umfangreicher, wissenschaftlicher Nachlass befindet sich im Archiv für Geographie des Leibniz-Instituts für Länderkunde in Leipzig.

## Publikationen
- „Hazards“ als Thema der Wahrnehmungsgeographie. In: Carsten Felgentreff, Thomas Glade (Hgg.): Naturrisiken und Sozialkatastrophen. Springer Spektrum 2007.
- Kann es eine Geographie ohne Raum geben? Zum Verhältnis von Theoriediskussion und Disziplinpolitik. Erdkunde, 1993, Vol. 47, Issue 4, pp. 255–266.
- Regionalbewusstsein als Thema der Sozialgeographie. Kallmünz/Regensburg: Lassleben, 1993, ISBN 978-3-7847-6070-4.
- Chancen, Probleme und Konsequenzen des Wiederaufbaus nach einer Katastrophe, Geipel, Robert. – Kallmünz/Regensburg: Lassleben, 1988.
- Geographie als hermeneutische Wissenschaft. Kallmünz/Regensburg: Lassleben, 1986, ISBN 978-3-7847-6052-0
- Möglichkeiten einer kulturwissenschaftlichen Geographie als hermeneutische Wissenschaft, Pohl, Jürgen, 1986.
- Umweltqualität im Münchener Norden, Pohl, Jürgen. – Kallmünz/Regensburg: Lassleben, 1983.